# アルベリー (ニュージーランド)
アルベリー（英: Albury）は、ニュージーランドの南島のカンタベリー地方南部にある小さな村。ティマルーから内陸に位置し、プレザント・ポイントとフェアリーの間、ステートハイウェイ8にある。
アルベリーは、地方の農業地帯にあり、19世紀の6年以上の間、フェアリー支線 (Fairlie Branch) となる支線鉄道路線の臨時の終着駅をつとめていた。線路は1877年1月1日に開通し、町を越えて Winscombe  までの延長が1883年8月24日に開通した。フェアリー支線は、1968年3月2日に閉鎖されたが、線路のいくらかの構成は、まだアルベリー周辺で見ることができる。